# John Souttar
 (avril 2025).
Les informations dans cet article sont mal organisées, redondantes, ou il existe des sections bien trop longues. Structurez-le ou soumettez des propositions en page de discussion.
Avec le temps, il arrive que le contenu présent dans un article devienne désordonné. Il est souvent nécessaire de réorganiser l'article de fond en comble.
- Il faut tout d’abord répartir le contenu de l'article en plusieurs sections. Les informations doivent ensuite être exposées clairement et le plus synthétiquement possible, regroupées par sujet afin d'éviter les doublons. Quelqu'un cherchant une information précise doit pouvoir la trouver rapidement en lisant la section appropriée.
- À l'intérieur de chaque section, le texte, souvent initialement sous la forme de phrases éparses, doit être regroupé dans des paragraphes de quelques lignes, en assurant un enchaînement logique et une cohérence entre les phrases.
- Lorsque l'article ou l'une de ses sections développe trop longuement un point qui n'est pas dans le cœur du sujet traité, il convient de faire une synthèse et de transférer l'ancien contenu dans des articles plus appropriés (en cas de transfert, il faut impérativement respecter la procédure Aide:Scission).

Si vous pensez que ces points ont été résolus, vous pouvez retirer ce bandeau et améliorer le plan d'un autre article.
John Souttar, né le 25 septembre 1996 à Aberdeen, est un footballeur écossais qui évolue au poste de défenseur au Rangers FC.

## En club
Hearts
- Scottish Football League First Division (deuxième division)
  - Champion: 2021
- Coupe d'Écosse
  - Finaliste : 2022

 Rangers
- Scottish Premiership
  - Vice-champion : 2023.
- Coupe de la Ligue écossaise
  - Vainqueur en 2024

## Distinctions personnelles
- Membre de L'équipe de l'année PFA en 2021-2022.

## Carrière en club

### Dundee United
Après avoir progressé à travers les différents niveaux des équipes de jeunes de Dundee United, Souttar signe un contrat professionnel en juillet 2012 et intègre l'équipe de développement des moins de 20 ans du club. Après seulement quatre mois en équipe réserve, des blessures et des suspensions conduisent Souttar à faire ses débuts en équipe première le 2 janvier 2013, jouant comme défenseur central lors d'un match nul 2-2 contre Aberdeen à Pittodrie Stadium. Âgé de 16 ans et 99 jours, il devient le plus jeune joueur de l'histoire de Dundee United. Le 24 janvier 2013, il prolonge son contrat jusqu'en janvier 2016. Toujours âgé de 16 ans, Souttar retrouve l'équipe première en avril 2013 après une blessure de Brian McLean et s'impose comme titulaire jusqu'à la fin de la saison, notamment lors de la défaite 4-3 contre Celtic en demi-finale de la Coupe d'Écosse le 14 avril 2013 à Hampden Park.
Les performances de Souttar attirent l'attention d'autres clubs. En octobre 2013, Sunderland, alors en Premier League, voit une offre de 600 000 £ acceptée par Dundee United. Après des discussions avec Sunderland, Souttar refuse le transfert. Le 4 novembre 2013, il prolonge à nouveau son contrat jusqu'en mai 2016. Il continue à jouer régulièrement en défense centrale lors de la saison 2013-2014 et marque son premier but pour le club le 1ᵉʳ janvier 2014 contre Aberdeen en Scottish Premiership.
Souttar manque les trois premiers mois de la saison 2014-2015 à cause d'une blessure à la cheville contractée en pré-saison. À son retour, Dundee United l'expérimente avec succès comme milieu défensif en avril 2015 contre Celtic et Aberdeen, un poste qu'il occupe ensuite régulièrement. En octobre 2015, le nouvel entraîneur Mixu Paatelainen l'utilise comme arrière droit lors de ses deux premiers matchs. Au total, il dispute soixante-treize matchs toutes compétitions confondues, pour deux buts.

### Heart of Midlothian
Le 1ᵉʳ février 2016, Souttar rejoint le Heart of Midlothian, autre club de Scottish Premiership, en signant un contrat de trois ans et demi pour un montant non divulgué. Évoquant son transfert, Souttar déclare être «impatient de s'investir à fond et de relancer [sa] carrière».
Souttar s'impose comme titulaire lors de la saison 2016-2017 jusqu'à une rupture du tendon d'Achille survenue en janvier 2017 contre le Celtic, mettant fin à sa saison. Il récupère complètement (bien qu'il manque trois mois fin 2018 à cause d'une blessure à la hanche aggravée en sélection nationale),, et participe au parcours menant à la finale de la Coupe d'Écosse 2019, perdue face au Celtic.
Après avoir manqué une grande partie de la saison 2019-2020 à cause d'une blessure à la cheville nécessitant une opération, Souttar retrouve l'équipe, mais se déchire le tendon d'Achille de l'autre jambe lors d'un match de Coupe d'Écosse contre les Rangers en février 2020. Craignant initialement la fin de sa carrière, sa rééducation dure six mois. En raison de la pandémie de COVID-19 en Écosse, la saison 2019-2020 est écourtée, entraînant la relégation de Hearts. Peu après son retour à l'entraînement, Souttar subit une nouvelle rupture du même tendon d'Achille.

### Rangers
Le 14 janvier 2022, les Rangers annoncent la signature d'un accord préalable avec Souttar, qui les rejoindra à l'expiration de son contrat avec Hearts en fin de saison 2021-2022. Le transfert est officialisé le 1ᵉʳ juin 2022. Il dispute son premier match sous ses nouvelles couleurs le 30 juillet, lors d'une victoire 2-1 contre Livingston en Scottish Premiership. La saison 2022-2023 est marquée par des problèmes physiques, et il ne rejoue pas avant début mars. Il marque son premier but pour le club le 13 mai 2023, lors d'une victoire 3-0 contre le Celtic dans le derby Old Firm.

## Carrière internationale
Souttar a représenté l'Écosse avec l'équipe des moins de 17 ans, faisant ses débuts le 28 août 2012 lors d'un match nul 0-0 contre la Belgique. En mai 2013, il intègre l'équipe des moins de 19 ans, affrontant l'Angleterre pour sa première sélection.
En mai 2018, Alex McLeish le convoque pour la première fois en équipe d'Écosse senior, mais il doit déclarer forfait à cause de blessures à la hanche et aux ischio-jambiers. En août 2018, son entraîneur à Hearts, Craig Levein, suggère que Souttar pourrait opter pour l'Australie s'il n'est pas sélectionné par l'Écosse. Souttar précise plus tard n'avoir jamais envisagé cette option ni été contacté par la fédération australienne, ignorant les intentions de Levein.
Rappelé en septembre 2018, Souttar honore sa première sélection senior le 7 septembre lors d'une défaite 4-0 contre la Belgique. Un mois plus tard, lors de son troisième match, il est expulsé pour deux avertissements contre Israël (défaite 2-1), expliquant avoir joué malgré une blessure à la hanche pour compenser l'absence de Charlie Mulgrew.
En novembre 2021, Steve Clarke le sélectionne pour les éliminatoires de la Coupe du monde 2022 contre la Moldavie et le Danemark. Le 15 novembre, il marque son premier but international d'une tête sur corner lors d'une victoire 2-0 contre le Danemark.
Bien que présent dans la liste préliminaire pour l'Euro 2024, il n'est pas retenu dans le groupe final. Convoqué pour la Ligue des nations 2024-2025 face à la Pologne, le Portugal et la Croatie, il est élu homme du match contre le Portugal (0-0) et retrouve Ryan Gauld, son ancien coéquipier de Dundee United, sur le terrain.

## Palmarès

### Distinctions personnelles
- Membre de l'équipe-type de Scottish Premier League en 2025.